# Nomada wisconsinensis
Nomada wisconsinensis är en biart som beskrevs av Graenicher 1911. Nomada wisconsinensis ingår i släktet gökbin, och familjen långtungebin. Inga underarter finns listade i Catalogue of Life.